# IFPI香港唱片銷量大獎頒獎禮2015
IFPI香港唱片銷量大獎頒獎禮2015是於2016年3月29日在TVB電視廣播城舉辦，並於2016年4月16日在無線電視翡翠台晚上十時播出。獎項由國際唱片業協會（香港會）（簡稱「香港IFPI」）主辦，獎勵前一年最暢銷的音樂作品以及有突出成就的藝人。IFPI香港唱片銷量大獎頒獎典禮是由核數師計算香港地區2015年的唱片銷量，後頒發獎項予最高銷量的唱片。
鄭秀文在本屆獲得6項大獎，成為當晚獲獎最多的藝人。楊千嬅、張敬軒、鄧紫棋、草蜢、許志安和麥浚龍各自獲得3項大獎緊隨其後。

## 得獎名單

### 十大銷量本地歌手
- G.E.M.
- 石詠莉
- 草蜢
- 許志安
- 許廷鏗
- 陳偉霆
- 張敬軒
- 楊千嬅
- 鄭秀文
- 龍劍笙

### 十大銷量廣東唱片
- 《me, re-do》——容祖兒
- 《COME ON, enjoy the best》——許志安
- 《Colour by Numbers》——許廷鏗
- 《Addendum》——麥浚龍
- 《Felix》——張敬軒
- 《如果大家都擁有海》——楊千嬅
- 《歌莉雅Gloria Timeless》——歌莉雅
- 《Miracle Best Collection》——鄭秀文
- 《越難越愛 Love Collection精選》——吳若希
- 《聽聽Sukie's》——石詠莉Sukie

### 十大銷量國語唱片
- 《新的心跳》——G.E.M.鄧紫棋
- 《S.H.E 2gether 4ever Encore演唱會影音館》——S.H.E
- 《我們》——古巨基
- 《男人幫》——男人幫
- 《風·情歌》——泳兒
- 《等等》——陳偉霆
- 《你不要那樣看著我的眼睛》——蔡琴
- 《細細步》——糖妹
- 《鋒味》——謝霆鋒

### 十大數碼暢銷歌曲
| 十大暢銷數碼歌曲得獎名單 | 十大暢銷數碼歌曲得獎名單 | 十大暢銷數碼歌曲得獎名單                | 十大暢銷數碼歌曲得獎名單 | 十大暢銷數碼歌曲得獎名單 | 十大暢銷數碼歌曲得獎名單 |
| 歌曲                     | 主唱                     | 專輯                                    |                          |                          |                          |
| BAE BAE                  | Big Bang                 | 《M》                                   |                          |                          |                          |
| Hello                    | Adele                    | 《25》                                  |                          |                          |                          |
| I'm Yours                | Jason Mraz               | 《We Sing. We Dance. We Steal Things.》 |                          |                          |                          |
| 小幸運                   | 田馥甄                   | 《我的少女時代電影原聲帶》              |                          |                          |                          |
| 念念不忘                 | 麥浚龍                   | 《Addendum》                            |                          |                          |                          |
| 高山低谷                 | 林奕匡                   | 《3》                                   |                          |                          |                          |
| 原來她不夠愛我           | 吳業坤                   | 《Kwan Gor》                            |                          |                          |                          |
| 無條件                   | 陳奕迅                   | 《準備中》                              |                          |                          |                          |
| 當狗愛上貓               | 鄭俊弘                   | 《當狗愛上貓》                          |                          |                          |                          |
| 羅生門                   | 麥浚龍、謝安琪           | 《Addendum》                            |                          |                          |                          |
| ------------------------ | ------------------------ | --------------------------------------- | ------------------------ | ------------------------ | ------------------------ |

### 最暢銷古典、戲曲唱片
- 《朱思馬即——命運》——朱思馬即
- 《淚灑寒窰．落花時節．歌衫舞扇》——梁兆明、苑芝
- 《峯姿綽約張美峯　情牽四大美人（二）哀、樂》——張美峯、黎駿聲
- 《復古殿》——陳雷激
- 《任藝笙輝念濃情》——龍劍笙

### 最暢銷本地男新人
- 吳業坤
- 沈震軒
- 張子

### 最暢銷本地女新人
- 陳凱彤

### 最暢銷音樂、電影、電視原聲及精選唱片
- 《愛．回憶情歌108》——眾藝人
- 《潘源良是誰最愛作品選》——眾藝人
- 《我的少女時代電影歌曲原聲帶》——眾藝人
- 《My Stories》——西村由紀江
- 《TV Love Songs Forever》——群星

### 最暢銷本地現場錄製音像出品
- 《英皇15周年群星演唱會》——眾藝人
- 《林志美音樂會2015》——林志美
- 《Be Three Grasshopper In Concert》——草蜢
- 《側田WeTouch Live2015世界巡迴演唱會》——側田
- 《Come On許志安演唱會2015》——許志安
- 《ChiLam Crazy Hours Live 2014》——張智霖
- 《Let's Begin Concert 2015世界巡迴演唱會》——楊千嬅
- 《葉麗儀45年香港情演唱會》——葉麗儀
- 《歲月友情演唱會》——鄭伊健、陳小春、謝天華、錢嘉樂、林曉峰
- 《touch mi Sammi World Tour》——鄭秀文

### 最暢銷日、韓唱片
- 《在光化門（광화문에서）》——圭賢
- 《Super Show 5（DVD）》——Super Junior
- 《The Beat Goes On》——Super Junior-D&E
- 《Blue Blood》——w-inds.
- 《The Songs》——中村雅俊

### 全年最高銷量廣東唱片
- 《Miracle Best Collection》——鄭秀文

### 全年最高銷量國語唱片
- 《新的心跳》——G.E.M.鄧紫棋

### 全年最高暢量本地現場錄製音像出品
- 《touch mi Sammi World Tour》——鄭秀文

### 全年最高銷量本地組合
- 草蜢

### 全年最高銷量本地女歌手
- 鄭秀文

### 全年最高銷量本地男歌手
- 張敬軒

### 特別榮譽——「IFPI香港流行音樂文化貢獻 樂隊大獎」
- 溫　拿